# Miksó István
Kismagyari Miksó István (Pest, 1835. augusztus 2. – Pozsony, 1915. február 21.) teológiai doktor, római katolikus plébános, kanonok, egyházi író.

## Élete
Gimnáziumi tanulmányait szülővárosában végezte, majd növendékpapnak fölvétetvén, egy évet pozsonyi emericanumban töltött; a bölcseletet 1852-től Nagyszombatban, a teológiát 1854-55-ben a budapesti, 1855-56-tól a bécsi egyetemen hallgatta. 
1858. szeptember 3-án miséspappá szenteltetett fel, mire főgimnáziumi tanár lett Nagyszombatban, de betegsége miatt ezen állásától fölmentetett; 1868. január 18-án budai, 1869-ben budavári káplán és magyar hitszónok volt. 1874-ben kapta a szomori (Komáromm.) plébániát, egyúttal a bajóthi kerület jegyzője lett. A római Árkádiai Tudós Társaság tagja volt.

## Munkái
- Theses ex universa theologia, quas in caesareoregia antiqussima ac celeberrima scientiarum universitate Vindobonensi pro obtinendo doctoris in Ss. theologia gradu academico publice defendendas suscepit ... Die 31. Oct. 1861. Tirnaviae
- Költelmi zsengék nehány költészet tanulótól a nagyszombati érseki nagy gymnasiumban (kiadta és előszóval ellátta). Uo. 1862
- Zenget, melyet ő főméltóságának Simor Jánosnak, Magyarország herczegprimásának, legmagasabb kineveztetése alkalmával legmélyebb hódolata jeléül nyújta. 1867. Uo.
- Jubelklänge Sr. fürstlichen Gnaden des Hochwürdigsten Herrn Johann Simor bei Gelegenheit des ersten oberhirtlichen Besuches, und der Ausspendung des h. Sacramentes der Firmung. Uo. 1867
- Hangzatka füzér olvasós Boldogasszonynak háromszázados ünnepére, a szent olvasó társulat tagjai és a Sz. Szűz tisztelői megszívleléseül Budapest, 1871
- Dicszenget, melylyel főmagasságú herczeg Simor Ker. János Magyarország herczegprimását és esztergomi érseket 1873. decz. 22. történt bibornoki méltóságra meeltetése alkalmából legmélyebb hódolata zálogául üdvözlé. Uo. 1873
- Dicsének, melylyel ő főmagasságát dr. Simor Ker. János urat, a római szentegyháznak sz. Bertalanról nevezett bibornok-áldozárát ... püspöki méltóságának huszonötéves évfordulója alkalmából a bajóthi egyházkerület nevében mély hódolattal üdvözli. Uo. 1882
- Das Armen-Seelen-Lied. Uo. 1885
- Simor János bibornok-érseknek, Magyarország primásának 50 éves áldozárságának alkalmára. Esztergom, 1886
- Mária-Nagyboldogasszony. Májusi elmélkedések. Uo. 1893